# Renard (James Bond)
(Confronto tra Renard e 007)
Viktor Zokas (alias Renard) è un personaggio immaginario, nemico di James Bond, e uno dei due principali antagonisti del film Il mondo non basta, diciannovesimo della serie cinematografica ispirata all'opera dello scrittore inglese Ian Fleming. È interpretato da Robert Carlyle.

## Caratteristiche
Addestrato dal KGB come assassino, ma erogato da instabilità mentale, con la guerra fredda e il clima politico cambiato, Renard diventa un terrorista anarchico per il solo scopo di diffondere il caos. Durante una missione per eliminare Renard in Siria, l'agente dell'MI6 009, colpisce Zokas, sparandogli un colpo alla testa. Il terrorista sopravvive, ma il proiettile è in una posizione in cui non può essere rimosso, e lentamente Renard perde gradualmente il senso del gusto, odore e dolore fisico, cosa che gli permette di sopportare sforzi e sofferenze inimmaginabili. Ma anche se il proiettile inevitabilmente lo ucciderà un giorno, significa anche che, con la perdita di diversi sensi, va acquisendo una resistenza straordinaria aumentando i suoi suddetti limiti normali, perché non è in grado di sentire il danno.
Prima degli eventi narrati nel film, Renard rapisce Elektra King, l'erede di un magnate miliardario del petrolio, Sir Robert King, tenendo il suo prigioniero a Cipro. Quando Sir Robert si rifiuta di pagare il riscatto su consiglio dell'MI6, Elektra seduce Renard, unendosi a lui e diventando la sua amante, dopo avere sviluppato la Sindrome di Stoccolma.
Senza che l'MI6 ne sia a conoscenza, Renard inizia a lavorare con Elektra nel loro piano di dominazione del controllo e distribuzione di petrolio nell'area del Mediterraneo, provocando un'esplosione nucleare su un sottomarino affondato nello stretto del Bosforo, che attiverà un olocausto nucleare con la morte di otto milioni di persone (compreso Renard) a Istanbul, facendo sì che il petrolio non possa più giungere in Occidente con le petroliere in transito nello stretto, bensì tramite unicamente l'oleodotto di Elektra King.

## Film
Insieme a Elektra King, Renard lancia un attacco contro il quartier generale dell'MI6 a Londra, dove l'esplosione provoca la morte di Sir Robert King, diversi agenti e del personale dell'agenzia. Successivamente, con i suoi scagnozzi, si infiltra in una ex base di missili sovietici in Kazakistan, dove, dopo uno scontro con Bond, ruba un'arma nucleare necessaria per distruggere Istanbul uccidendo milioni di persone al solo scopo di far assumere ad Elektra il controllo assoluto del mercato petrolifero in Occidente.
Dopo che 007 uccide Elektra King, i due hanno un ultimo scontro a bordo del sottomarino catturato nel Bosforo. Con l'aiuto della dottoressa Christmas Jones, Bond attacca Renard e i suoi uomini, e nella confusione che segue, il sottomarino tocca il fondo stretto, provocando una perdita nel suo guscio. Con il sottomarino inondato e sul punto di esplodere, Bond lotta con Renard, che è impegnato a cercare di attaccare una barra di plutonio nel reattore per farlo esplodere. Anche se battuto dal terrorista, che non sente il dolore fisico, Bond riesce a far espellere la barra di plutonio dal reattore conficcandosi nel torace di Renard, uccidendolo.

## Scagnozzi
- Sasha Davidov
- Mikhail Arkov
- Mister Bullion
- Mister Lachaise
- Cigar Girl